# トゥー・グッド・アット・グッバイズ 〜さよならに慣れすぎて
「トゥー・グッド・アット・グッバイズ 〜さよならに慣れすぎて」（トゥー・グッド・アット・グッバイズ 〜さよならになれすぎて、原題: Too Good at Goodbyes）は、イギリスのシンガーソングライターであるサム・スミスの楽曲。2017年9月8日にキャピトル・レコードを通じて2作目のスタジオ・アルバム『スリル・オブ・イット・オール』からのリード・シングルとして発売された。全英シングルチャートで第1位を獲得し、Billboard Hot 100では第4位を記録。

## 背景とリリース
2017年8月31日、公式Twitter上で新曲を発売することを発表。9月1日にスミスの写真とSpotifyのロゴ、「September 8」という日付が並んだ立看板が設置された。
9月8日、2015年に映画『007 スペクター』の主題歌として発売された「ライティングズ・オン・ザ・ウォール」以来約2年ぶりとなる新曲として「トゥー・グッド・アット・グッバイズ 〜さよならに慣れすぎて」が発売された。同月29日にはギャランティスとスネイクヒップスによる異なる2種類のリミックス・バージョンと、アコースティック・バージョンが発売された。

## 歌詞と曲の構成
「トゥー・グッド・アット・グッバイズ 〜さよならに慣れすぎて」は、スミス、ジェームズ・ネイピア、スターゲイトのトール・ハーマセンとミッケル・エリクセンの共作による楽曲。曲はDマイナーのキーかつ92BPMのテンポのコモンタイム（4分の4拍子）で演奏される。コードはDm-F-C-Gm7と進行する。ボーカルの声域はF4からC6。
スミスは、本作が自身のかつての恋愛関係をテーマとしているとし、以下のように語っている。
この曲は、僕のかつての恋愛関係がテーマになっていて、要するに、フラれることに慣れていくことについて歌っているんだ。どのような形であれ、僕にとって新しい曲を世に出すのは本当に久しぶりだし、今回のシングルではこれから発表する作品の方向性が打ち出されていると思うよ

## 評価
音楽雑誌『ローリング・ストーン』のジョン・ブリシュタインは本作を「感動的な」曲と称し、「ピアノ主導の本作は、歌い手が不安定な関係から抜け出しているのがわかる」と述べた。音楽メディア『ピッチフォーク』のジャミーソン・コックスは、「アデルの『セット・ファイア・トゥ・ザ・レイン』をより感傷的にさせたように聞こえるが、過去の絶望的な状況を乗り越えるためにじゅうぶんに成長しただれかの一瞬を歌っている」と述べた。
音楽ライターの本家一成は、本作を期待を裏切らない、鳥肌が立つほど美しいピアノ・バラードと称し、ピアノの静かなイントロと、サムの囁くような声に冒頭から癒され、優しいボーカルは徐々に熱を帯び、サビでは美しいファルセットと力強いゴスペル調のコーラスが曲を盛り上げる。バックサウンドは至ってシンプルだが、“歌声”だけで曲の世界観を表現できるのが、サム・スミスの魅力だ。癒しの波長が出た美声に浄化される、まさにサム・スミスの真骨頂ともいえるナンバーと評した。音楽ライターでジャーナリストの粉川しのは、ピアノとサムのボーカルだけでワン・コーラス丸々と歌い切る抑制の利いた前半から、後半はゴスペル・コーラスのインサートでドラマティックに転調していくが、どこかひんやりとした冷気が最後まで漂っていると評した。また、歌詞についてスミスの情念に「温度」の変化を感じるとし、2014年に発表した「ステイ・ウィズ・ミー」と比較し、悲しみを達観したニヒリズムに注目せざるをえないのだと評した。
一方で、『ピッチフォーク』のマーク・ホーガンは、歌詞について「あまり納得のいくものではない」とし、本作におけるスミスのヴィブラートについて「曲と同じくらい大げさに感じる」と評した。

## ミュージック・ビデオ
2017年9月8日、スミスは自身の公式YouTubeチャンネルおよびVEVOのYouTubeチャンネルを通じて公式音源（現在は非公開）を公開した。同月18日、ルーク・モナハンが監督を務めたミュージック・ビデオが公開された。ビデオはニューカッスル・アポン・タインで撮影された。
9月29日にはハックニー区にあるラウンド・チャペルで収録されたライブ映像が公開された。

## チャート成績
「トゥー・グッド・アット・グッバイズ 〜さよならに慣れすぎて」は、発売1週目で440万回のストリーミング再生と3万3000ダウンロードの売上により、2017年9月15日から21日の週の全英シングルチャートで自身6作目の第1位を獲得。以来3週連続で第1位に在位した。2023年1月時点でイギリス国内で190万枚を売り上げ、スミスの3番目に売上数の多いシングルとなっている。オーストラリアやニュージーランドのシングルチャートでも初登場1位となり、スミスにとってオーストリアのチャートで初めて第1位を獲得したシングルとなった。
アメリカでは、2017年9月30日付のBillboard Hot 100で初登場5位を記録し、自身5作のトップ10入りしたシングルとなった。また、9万ダウンロードによりデジタル・ソングス・セールスで第1位を獲得し、2080万回のストリーミング再生によりストリーミング・ソングスで第10位を記録した。アルバム『スリル・オブ・イット・オール』発売後の11月25日付のBillboard Hot 100では第4位に返り咲いた。アメリカレコード協会からは2017年11月3日付でゴールド認定を受け、2020年11月12日付でセクスタプル・プラチナ認定を受けた。

## 演奏の披露
本作の発売からまもなくしてロサンゼルス、ニューヨーク、ロンドン、ベルリンの4か所で小規模のツアーが開催され、本作も演奏された。10月8日に放送のNBC『サタデー・ナイト・ライブ』では「プレイ」とともに披露。12月1日に放送のNBC『ザ・トゥナイト・ショー・スターリング・ジミー・ファロン』でも披露された。
2018年のブリット・アワードの式典では、4人のバックアップ・シンガーと伴って本作を披露した。

## クレジット
※出典
- サム・スミス – リード・ボーカル、バックグラウンド・ボーカル、作詞作曲
- ジェームズ・ネイピア（英語版） – 作詞作曲、プロデューサー、パーカッション
- トール・ハーマセン – 作詞作曲、プロデューサー、パーカッション[注 1]
- ミッケル・エリクセン – 作詞作曲、プロデューサー、パーカッション[注 1]
- スティーヴ・フィッツモーリス – プログラミング、プロデューサー、ミキシング、レコーディング・エンジニア
- ダレン・ヒーリス – プログラミング、エンジニア
- サイモン・ヘイル – 指揮者、ストリングスアレンジ
- エヴァートン・ネルソン – ストリングス
- リチャード・ジョージ – ストリングス
- イアン・バージ – ストリングス
- ブルース・ホワイト – ストリングス
- アール・ハーヴィン（英語版） – ドラム、パーカッション
- ジョディ・ミリナー – ベース
- ベン・ジョーンズ – ギター
- ルーベン・ジェームス – ピアノ、ローズ・ピアノ
- ローレンス・ジョンソン – コーラスアレンジ
- LJシンガーズ – バックグラウンド・ボーカル
- ガス・ピレリ – エンジニア
- ウィル・パートン – アシスタント・エンジニア
- イザベル・グレイスフィールド・グランディ
- ステフ・マルツィアーノ – アシスタント・エンジニア
- ジョン・プレステージ – アシスタント・エンジニア
- トム・アーチャー – アシスタント・エンジニア
- アンリ・デイヴィス – アシスタント・エンジニア
- ボブ・ラディック – マスタリング

## チャート

### 週間チャート
| チャート (2017年 - 2018年)                  | 最高位 |
| ------------------------------------------- | ------ |
| オーストラリア (ARIA)                       | 1      |
| オーストリア (Ö3 Austria Top 40)            | 12     |
| ベルギー (Ultratop 50 Flanders)             | 2      |
| ベルギー (Ultratop 50 Wallonia)             | 5      |
| ブラジル (Top 100 Brasil)                   | 80     |
| カナダ (Canadian Hot 100)                   | 2      |
| カナダ AC (Billboard)                       | 8      |
| カナダ CHR/Top 40 (Billboard)               | 13     |
| カナダ Hot AC (Billboard)                   | 9      |
| チェコ (Rádio – Top 100)                    | 10     |
| チェコ (Singles Digitál Top 100)            | 9      |
| デンマーク (Tracklisten)                    | 2      |
| ユーロ デジタル ソング セールス (Billboard) | 2      |
| フィンランド (Suomen virallinen lista)      | 18     |
| フランス (SNEP)                             | 19     |
| ドイツ (GfK Entertainment charts)           | 18     |
| ハンガリー (Rádiós Top 40)                  | 31     |
| ハンガリー (Single Top 40)                  | 15     |
| ハンガリー (Stream Top 40)                  | 15     |
| アイスランド (RÚV)                          | 5      |
| アイルランド (IRMA)                         | 2      |
| イタリア (FIMI)                             | 6      |
| 日本 (Japan Hot 100)                        | 56     |
| Japan Hot Overseas (Billboard JAPAN)        | 8      |
| レバノン (OLT20)                            | 5      |
| マレーシア (RIM)                            | 1      |
| メキシコ エアプレイ (Billboard)             | 16     |
| オランダ (Dutch Top 40)                     | 5      |
| オランダ (Mega Top 50)                      | 4      |
| オランダ (Single Top 100)                   | 3      |
| ニュージーランド (Recorded Music NZ)        | 1      |
| ノルウェー (VG-lista)                       | 5      |
| フィリピン (Philippine Hot 100)             | 3      |
| ポーランド (Polish Airplay Top 100)         | 22     |
| ポルトガル (AFP)                            | 4      |
| スロバキア (Rádio – Top 100)                | 24     |
| スロバキア (Singles Digitál Top 100)        | 5      |
| 韓国 (Gaon)                                 | 20     |
| スペイン (PROMUSICAE)                       | 27     |
| スウェーデン (Sverigetopplistan)            | 2      |
| スイス (Schweizer Hitparade)                | 5      |
| UK シングルス (OCC)                         | 1      |
| US Billboard Hot 100                        | 4      |
| US Adult Alternative Songs (Billboard)      | 31     |
| US Adult Contemporary (Billboard)           | 7      |
| US Adult Top 40 (Billboard)                 | 6      |
| US Adult R&B Songs (Billboard)              | 5      |
| US Dance Club Songs (Billboard)             | 4      |
| US Dance/Mix Show Airplay (Billboard)       | 10     |
| US Pop Airplay (Billboard)                  | 6      |
| US R&B/Hip-Hop Airplay (Billboard)          | 26     |
| US Rhythmic (Billboard)                     | 27     |

### 年間チャート
| チャート (2017年)                 | 順位 |
| --------------------------------- | ---- |
| オーストラリア (ARIA)             | 53   |
| ベルギー (Ultratop Flanders)      | 49   |
| ベルギー (Ultratop Wallonia)      | 95   |
| カナダ (Canadian Hot 100)         | 66   |
| デンマーク (Hitlisten)            | 41   |
| フランス (SNEP)                   | 176  |
| ドイツ (Official German Charts)   | 96   |
| ハンガリー (Stream Top 40)        | 57   |
| オランダ (Dutch Top 40)           | 28   |
| オランダ (Single Top 100)         | 56   |
| ポルトガル (AFP)                  | 54   |
| スウェーデン (Sverigetopplistan)  | 40   |
| スイス (Schweizer Hitparade)      | 66   |
| UK シングルス (OCC)               | 39   |
| US Billboard Hot 100              | 77   |
| US Adult Contemporary (Billboard) | 34   |

| チャート (2018年)                 | 順位 |
| --------------------------------- | ---- |
| オーストラリア (ARIA)             | 81   |
| ベルギー (Ultratop Flanders)      | 54   |
| ベルギー (Ultratop Wallonia)      | 96   |
| カナダ (Canadian Hot 100)         | 47   |
| デンマーク (Hitlisten)            | 50   |
| フランス (SNEP)                   | 166  |
| アイスランド (Plötutíóindi)       | 37   |
| ポルトガル (AFP)                  | 80   |
| スウェーデン (Sverigetopplistan)  | 83   |
| UK シングルス (OCC)               | 85   |
| US Billboard Hot 100              | 49   |
| US Adult Contemporary (Billboard) | 21   |
| US Adult Pop Songs (Billboard)    | 29   |
| US Pop Songs (Billboard)          | 38   |

## 認定
| 国/地域                                                     | 認定             | 認定/売上数 |
| ----------------------------------------------------------- | ---------------- | ----------- |
| オーストラリア (ARIA)                                       | 10× Platinum     | 700,000     |
| オーストリア (IFPI Austria)                                 | 2× Platinum      | 60,000      |
| ベルギー (BEA)                                              | Platinum         | 20,000      |
| ブラジル (ABPD)                                             | 3× Diamond       | 750,000     |
| カナダ (Music Canada)                                       | 5× Platinum      | 400,000     |
| デンマーク (IFPI Danmark)                                   | 3× Platinum      | 270,000     |
| フランス (SNEP)                                             | Platinum         | 133,333     |
| ドイツ (BVMI)                                               | Platinum         | 400,000     |
| イタリア (FIMI)                                             | 2× Platinum      | 100,000     |
| メキシコ (AMPROFON)                                         | 2× Platinum+Gold | 150,000     |
| ニュージーランド (RMNZ)                                     | Platinum         | 30,000      |
| ノルウェー (IFPI Norway)                                    | Platinum         | 60,000      |
| ポーランド (ZPAV)                                           | 2× Platinum      | 40,000      |
| ポルトガル (AFP)                                            | 4× Platinum      | 40,000      |
| スペイン (PROMUSICAE)                                       | 3× Platinum      | 180,000     |
| スウェーデン (GLF)                                          | 4× Platinum      | 32,000,000  |
| イギリス (BPI)                                              | 3× Platinum      | 1,800,000   |
| アメリカ合衆国 (RIAA)                                       | 6× Platinum      | 6,000,000   |
| 認定のみに基づく売上数と再生回数 · 認定のみに基づく再生回数 |                  |             |

## 発売日一覧
| 国/地域        | 発売日        | 規格                                       | バージョン                   | レーベル     | 注      |
| -------------- | ------------- | ------------------------------------------ | ---------------------------- | ------------ | ------- |
| 全国           | 2017年9月8日  | デジタル・ダウンロード                     | オリジナル                   | キャピトル   | [ 3 ]   |
| イタリア       | 2017年9月8日  | コンテンポラリー・ヒット・ラジオ           | オリジナル                   | ユニバーサル | [ 138 ] |
| イギリス       | 2017年9月8日  | コンテンポラリー・ヒット・ラジオ           | オリジナル                   | キャピトル   | [ 139 ] |
| アメリカ合衆国 | 2017年9月18日 | アダルト・アルバム・オルタナティヴ・ラジオ | オリジナル                   | キャピトル   | [ 140 ] |
| 全国           | 2017年9月29日 | デジタル・ダウンロード                     | アコースティック             | キャピトル   | [ 12 ]  |
| 全国           | 2017年9月29日 | デジタル・ダウンロード                     | ギャランティス・リミックス   | キャピトル   | [ 11 ]  |
| 全国           | 2017年9月29日 | デジタル・ダウンロード                     | スネイクヒップス・リミックス | キャピトル   | [ 11 ]  |
| 全国           | 2018年2月22日 | デジタル・ダウンロード                     | ライヴ・アット・ザ・BRITs    | キャピトル   | [ 141 ] |